# Langatte
 (mai 2019).
Si vous disposez d'ouvrages ou d'articles de référence ou si vous connaissez des sites web de qualité traitant du thème abordé ici, merci de compléter l'article en donnant les références utiles à sa vérifiabilité et en les liant à la section « Notes et références ».
Langatte est une commune française située dans le département de la Moselle et la région Grand Est. Cette commune se trouve dans la région historique de Lorraine et fait partie du pays de Sarrebourg.

## Géographie

### Localisation
Langatte est située dans l'arrondissement et le canton de Sarrebourg, dans le Sud de la Moselle.
Le village est situé au centre d’un triangle virtuel formé par les villes de Metz, Strasbourg et Nancy. Il se trouve précisément à 82 kilomètres de Metz, le chef-lieu du département, à 69 kilomètres de Nancy, et à 70 kilomètres de Strasbourg, en bordure de la frontière linguistique mosellane, en pays thiois.
Le territoire communal, avec une superficie de 1 297 hectares, est constitué de champs agricoles, prairies, forêt et d'un vaste plan d'eau.

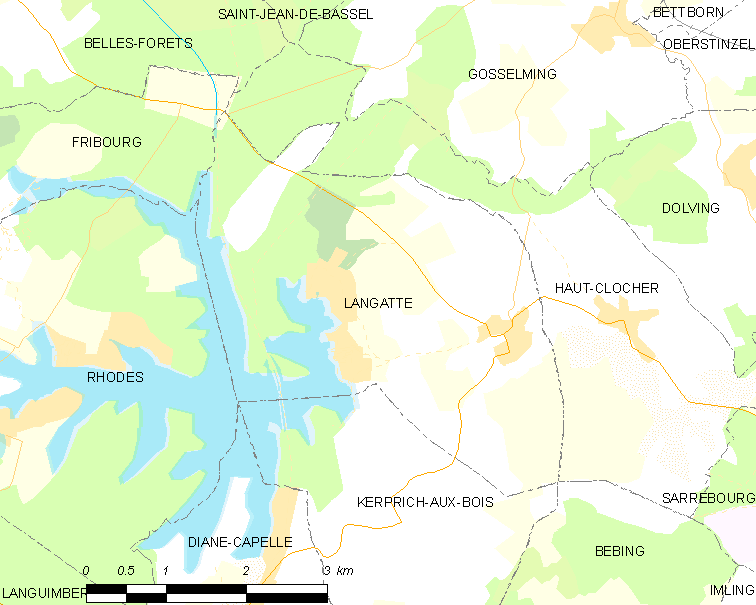
Carte de la commune
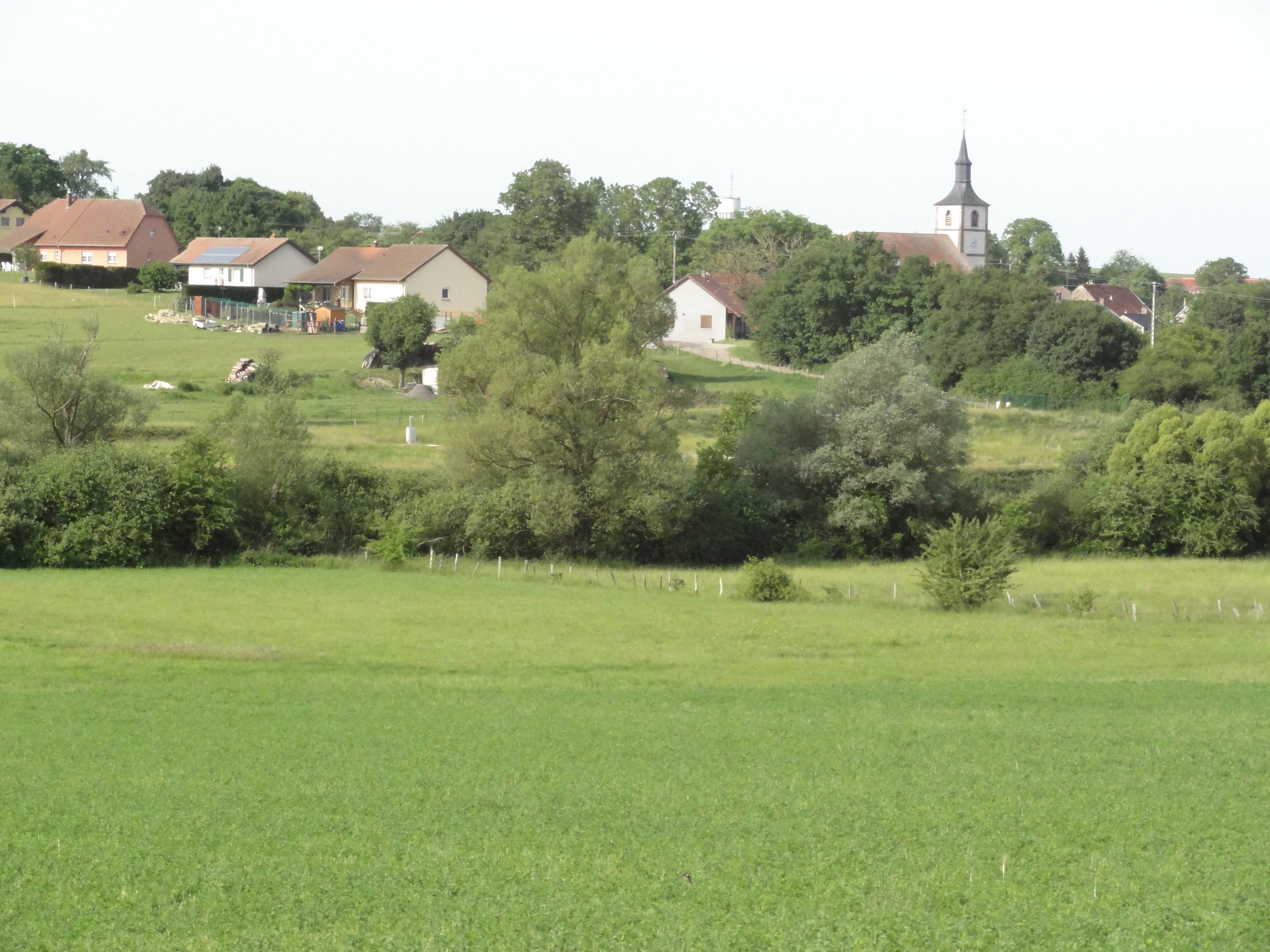
Vue du village de Langatte
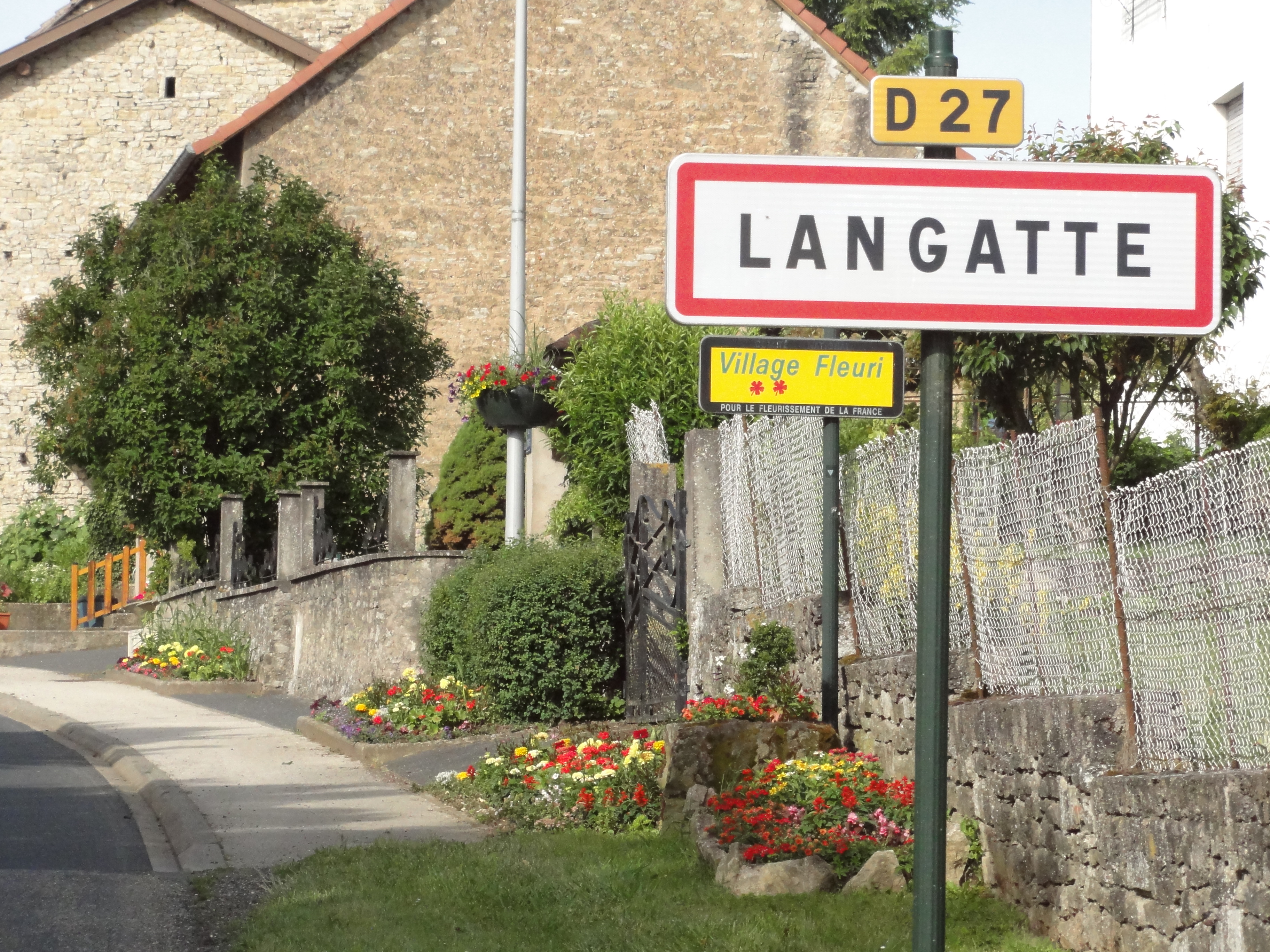
Entrée du village

| Fribourg          | Belles-Forêts | Haut-Clocher |
| Rhodes            | Langatte      |              |
| Kerprich-aux-Bois |               | Bébing       |

### Transports
(décembre 2022).
Langatte est traversée par la route D27, qui relie Morhange à Sarrebourg, le chef-lieu de l’arrondissement où se situe la gare la plus proche. 
La gare de Sarrebourg est desservie par des lignes express régionales et TGV desservant notamment Metz, Nancy, Strasbourg et la Gare de Paris-Est.
La LGV Est européenne longe le ban communal de Langatte au niveau du nord-est. On retrouve aussi à Sarrebourg la N4 reliant Paris et Nancy à Strasbourg. 

### Hydrographie
La commune est située dans le bassin versant du Rhin, au sein du bassin Rhin-Meuse. Elle est drainée par le canal des houillères de la Sarre, les ruisseaux le Landbach, de la Breitmatte, de la Demenackermatte, de la Wassermatte et de l'Étang de la Petite Creusiere.
Le Canal des houillères de la Sarre, d'une longueur totale de 65,1 km, prend sa source dans la commune de Grosbliederstroff et se jette dans la Sarre à Sarreguemines, après avoir traversé 24 communes.
Le Landbach, d'une longueur totale de 18,1 km, prend sa source dans la commune de Languimberg et se jette  dans la Sarre en limite de Gosselming et d'Oberstinzel, après avoir traversé neuf communes.

#### Étang du Stock
Langatte bénéficie de la présence d'un vaste plan d'eau : l’étang du Stock (à l’origine « Storch », qui veut dire cigogne en francique). Le plan d’eau s'est agrandi de nombreuses fois au fil des siècles et pour la dernière fois dans les années 1920-1930, sous la direction d’André Maginot, ministre de la Guerre. Cela s'est fait dans le cadre de la construction de la ligne Maginot, dont l’objectif était d’inonder la ligne de défense du même nom dans sa partie fluviale, la vallée de la Sarre, secteur qui était également appelé ligne Maginot aquatique. Mais ce plan stratégique d'inondation de la vallée de la Sarre ne sera jamais mis à exécution.
Ce plan d’eau, qui a actuellement quelque 750 hectares, est un des plus grands du département de la Moselle et est devenu au fil des ans une zone de tourisme et de loisirs. Il est limitrophe de quatre communes, toutes quatre membres (à l'origine) de la même communauté de communes du même nom, désormais dissoute par intégration dans la :  Communauté de communes de Sarrebourg - Moselle Sud.

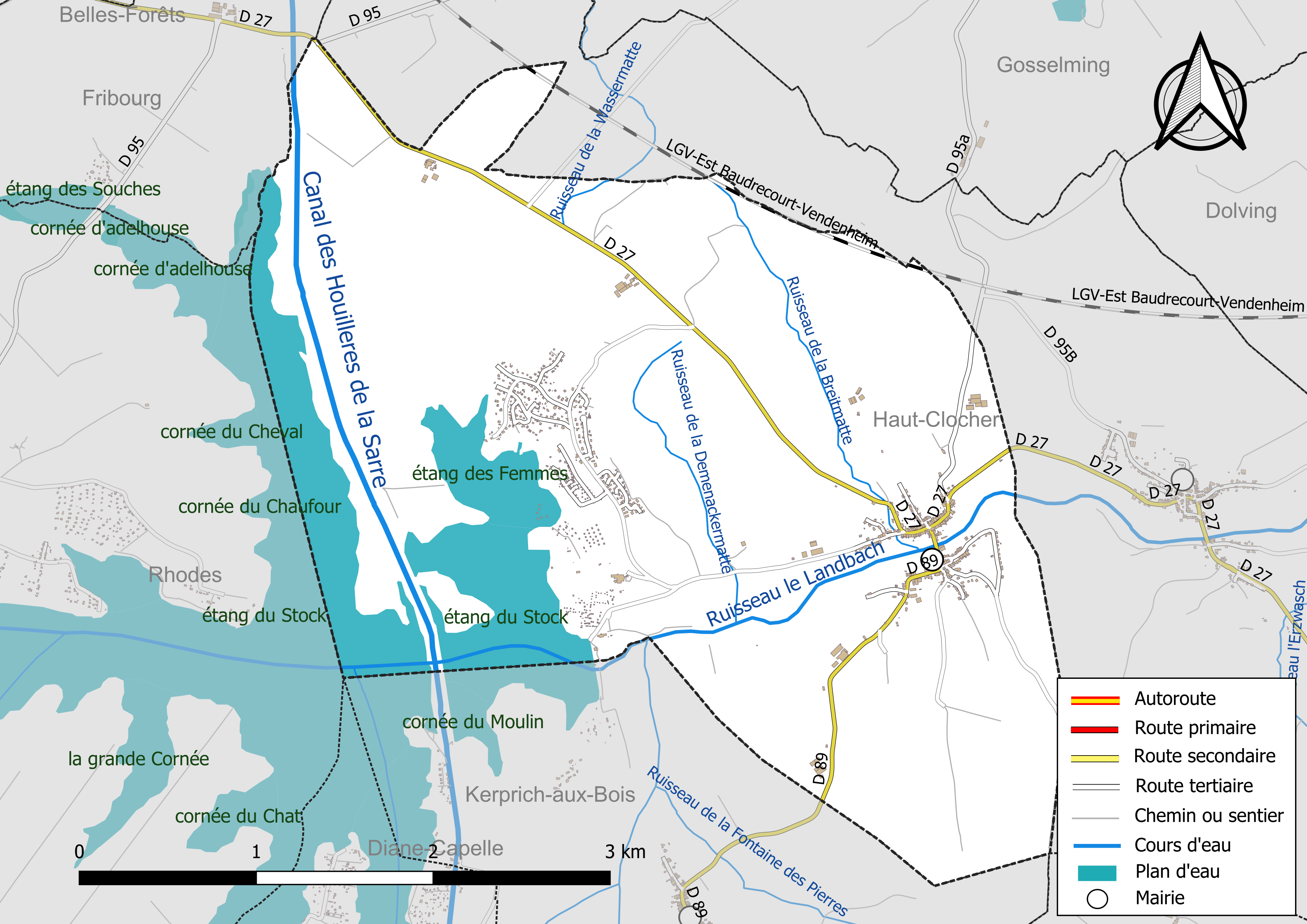
Réseaux hydrographiques et routiers de Langatte.

La qualité des eaux des principaux cours d’eau de la commune, notamment du canal des Houilleres de la Sarre et du ruisseau le Landbach, peut être consultée sur un site dédié géré par les agences de l’eau et l’Agence française pour la biodiversité.

### Climat
Pour des articles plus généraux, voir Climat du Grand Est et Climat de la Moselle.
En 2010, le climat de la commune est de type climat des marges montagnardes, selon une étude du Centre national de la recherche scientifique s'appuyant sur une série de données couvrant la période 1971-2000. En 2020, Météo-France publie une typologie des climats de la France métropolitaine dans laquelle la commune est exposée à un climat semi-continental et est dans la région climatique  Vosges, caractérisée par une pluviométrie très élevée (1 500 à 2 000 mm/an) en toutes saisons et un hiver rude (moins de 1 °C). 
Pour la période 1971-2000, la température annuelle moyenne est de 9,7 °C, avec une amplitude thermique annuelle de 16,9 °C. Le cumul annuel moyen de précipitations est de 939 mm, avec 12 jours de précipitations en janvier et 9,8 jours en juillet. Pour la période 1991-2020, la température moyenne annuelle observée sur la station météorologique de Météo-France la plus proche, « Nitting_sapc », sur la commune de Nitting à 10 km à vol d'oiseau, est de 10,4 °C et le cumul annuel moyen de précipitations est de 993,7 mm. 
La température maximale relevée sur cette station est de 37,9 °C, atteinte le 25 juillet 2019 ; la température minimale est de −19,4 °C, atteinte le 26 décembre 2010,,. 
Les paramètres climatiques de la commune ont été estimés pour le milieu du siècle (2041-2070) selon différents scénarios d'émission de gaz à effet de serre à partir des nouvelles projections climatiques de référence DRIAS-2020. Ils sont consultables sur un site dédié publié par Météo-France en novembre 2022.

## Urbanisme

### Typologie
Au 1er janvier 2024, Langatte est catégorisée commune rurale à habitat dispersé, selon la nouvelle grille communale de densité à sept niveaux définie par l'Insee en 2022.
Elle est située hors unité urbaine. Par ailleurs la commune fait partie de l'aire d'attraction de Sarrebourg, dont elle est une commune de la couronne,. Cette aire, qui regroupe 87 communes, est catégorisée dans les aires de 50 000 à moins de 200 000 habitants,.

### Occupation des sols
L'occupation des sols de la commune, telle qu'elle ressort de la base de données européenne d’occupation biophysique des sols Corine Land Cover (CLC), est marquée par l'importance des territoires agricoles (59,1 % en 2018), une proportion sensiblement équivalente à celle de 1990 (59,8 %). La répartition détaillée en 2018 est la suivante : prairies (33,3 %), terres arables (22,8 %), forêts (18,7 %), eaux continentales (12,4 %), zones urbanisées (7,4 %), zones agricoles hétérogènes (3 %), milieux à végétation arbustive et/ou herbacée (2,4 %). L'évolution de l’occupation des sols de la commune et de ses infrastructures peut être observée sur les différentes représentations cartographiques du territoire : la carte de Cassini (XVIIIe siècle), la carte d'état-major (1820-1866) et les cartes ou photos aériennes de l'IGN pour la période actuelle (1950 à aujourd'hui).

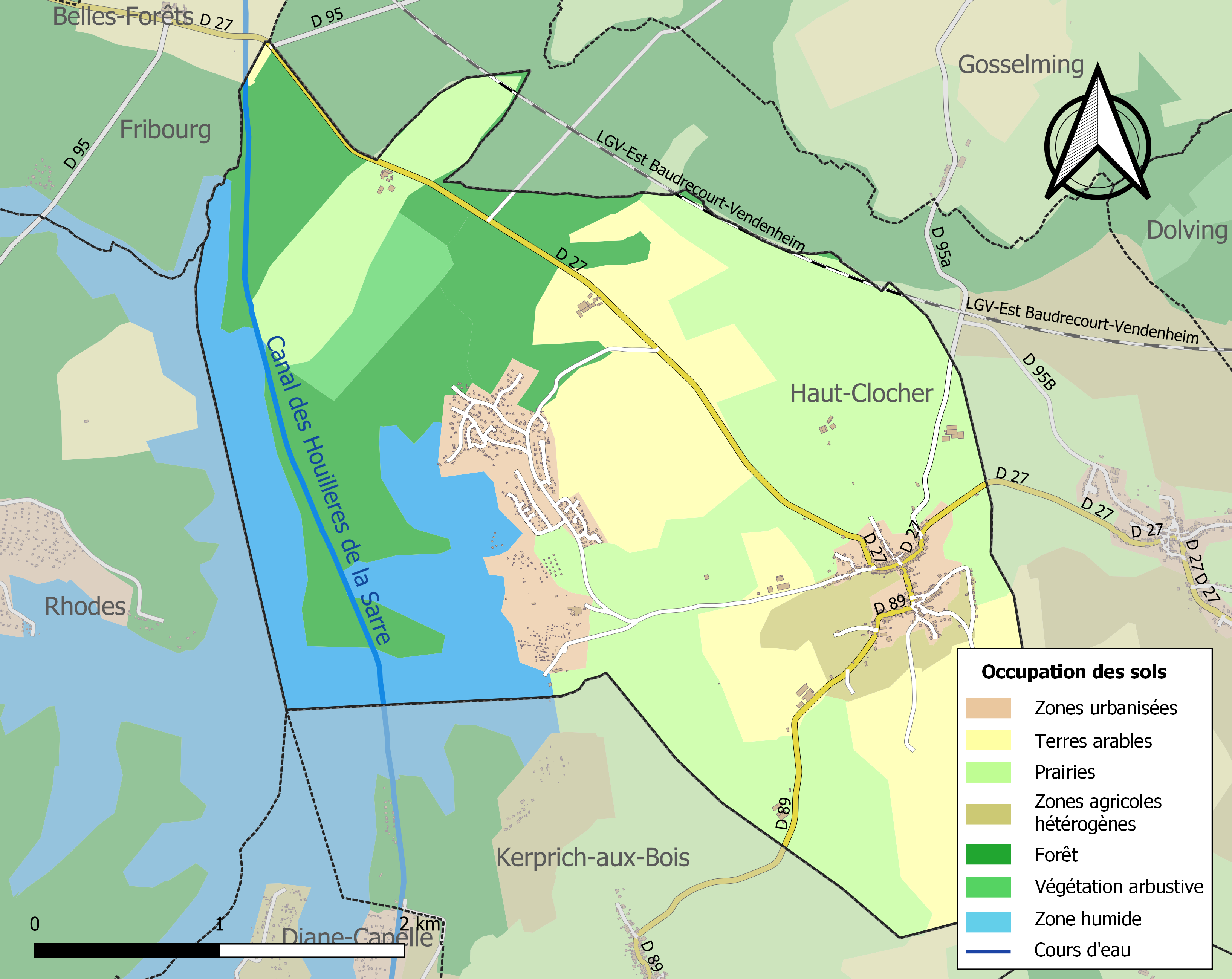
Carte des infrastructures et de l'occupation des sols de la commune en 2018 (CLC).

## Toponymie
- 1142 : Languater (Longs jardins en Français), 1301 : Langathe, 1374 : Languesse, 1379 : Langote, XVe siècle : Langata et Langete, 1664 : Langd, 1793 : Langatte.
- Seconde Guerre mondiale : Langen (traduction de Langatte) par l'administration du 3e Reich pendant l'annexion de 1940 à 1944.
- Époque contemporaine : Langd (prononcer  "land" ) en francique lorrain.

## Histoire
Sur le plan historique, l'histoire locale est très intimement liée à l'histoire de la Lorraine. L'origine de la commune est très ancienne. On retrouve des vestiges d’habitats celtiques ou préceltiques, ou encore gallo-romains. La région était vraisemblablement peuplée par des tribus celtes, médiomatriques.
Ultérieurement, sous l’administration romaine, Langatte était par ailleurs située sur la voie romaine Decumanus reliant Metz (Divodorum) à Strasbourg (Argentorate) via Tarquimpol. Elle avait la particularité de se diviser en deux branches au nord de Langatte, l’une d'elles (la branche sud) traversait la commune de Langatte pour rejoindre Sarrebourg (Pons saravi), l’autre (la branche nord) contournait Langatte par le nord vers Dolving où existe toujours un pont, dont l'origine est gallo-romaine, ainsi que des vestiges d'une villa romaine, puis la voie traversait la Sarre par le gué de Hoff pour rejoindre la première branche (Sud) à la maladrerie (quartier ouest de Sarrebourg, à proximité du carrefour de Bellevue vers Réding). En 2010, lors des travaux de terrassement de la seconde phase du TGV – EST LGV Est européenne, cette voie romaine (branche Nord) avait été mise au jour sur une courte distance, sur le plateau de Langatte en direction de Gosselming, à proximité immédiate de l'actuel pont de chemin de fer, elle était en excellent état sous environ 2,50 mètres de terre. Ainsi, il semblerait que la branche Nord de cette voie romaine suivait en partie le tracé de la ligne TGV.
Au Moyen Âge : la commune de Langatte appartenait à la seigneurie de Fénétrange, rattachée au Saint-Empire romain germanique. La seigneurie de Fénétrange dont le château existe toujours, appartenait aux comtes du Rhin, les (Rheingrafen) surnommées aussi les comtes sauvages (Wildgrafen) et notamment la famille Mahlberg, (famille de nobles germaniques). Ces derniers étaient les descendants de Walter von Geroldseck (il a pris le nom de son épouse en se mariant). Les ruines du château fort des Geroldseck sont toujours visibles sur les bords de la Sarre à Niederstinzel. Ils faisaient partie de la lignée de la Maison de Nassau. À ce titre, il peut être intéressant d'examiner l'armorial de la Maison de Nassau et par ailleurs de consulter la page Salm-en-Vosges. Il n’est pas rare dans la région, de retrouver chez quelques brocanteurs, des céramiques anciennes frappées aux armes des Nassau, voir à ce titre l'armorial de la Maison de Nassau.
Lors de la guerre de Trente Ans, la commune a été le théâtre d’opérations et de très nombreuses guerres. Elle a laissé la plus grande cicatrice dans l'inconscient populaire.
On[Qui ?] considère que dans la plupart des communes de la région, après la guerre de Trente Ans, il ne restait en moyenne qu'un ou deux habitants par village, voire aucun. Ces derniers avaient été massacrés, ou avaient pris la fuite. L'habitat rural avait été pillé et incendié, le bétail avait subi le même sort. Ceux qui faisaient la guerre à l’époque se "payaient" en pillant les habitants, puis les exterminaient et mettaient le feu à leurs maisons. Les troupes suédoises (qui sévissaient dans la région) sous les ordres du général Bernard de Saxe-Weimar fils de Jean, duc de Saxe-Weimar, et stipendiés (achetés) par Richelieu, avaient très mauvaise réputation.
Quelques décennies plus tard, il a fallu avoir recours à l'immigration pour repeupler la région. De très nombreuses familles sont arrivées au début du XVIIIe siècle. Ces gens étaient généralement des descendants de familles nombreuses de régions de montagne, ou la terre cultivable était insuffisante. Ils étaient originaires de Suisse, du Tyrol, de Bavière, et/ou de Savoie, etc. La plupart d’entre deux étaient locuteurs de langues germaniques locales de leurs différents pays d'origine, dans leurs différentes variantes. Leurs descendants ont petit à petit adopté le francique lorrain, toujours existant. Les familles immigrantes de langue française s’installaient généralement entre elles, comme dans la commune voisine de Langatte majoritairement francophone. Mais il existe des cas d’immigrants français et par conséquent francophones, qui se sont installés dans des communes majoritairement germanophones, et dont les descendants parlèrent petit à petit le francique lorrain. À Langatte (comme dans certaines autres communes de la région), un quartier s'appelle la Schwytz (« Suisse » en francique) ce qui est très significatif de l'installation de migrants de ce pays, qui s'étaient sans aucun doute regroupés dans ce quartier (notamment l’actuelle rue du Lac, et rues adjacentes.) Des dispositions fiscales attrayantes avaient été prises à l'époque pour attirer ces immigrants. Toute nouvelle famille qui s’installait dans un village sinistré par la guerre de Trente Ans, bénéficiait d’une exemption fiscale pendant cinq années. Si une famille acceptait de restaurer une maison en ruine (pour faits de guerre) elle bénéficiait de cinq années d'exonération fiscale supplémentaires.
Les noms de famille des habitants actuels de la région, dont l’origine remonte à cette époque, permettent généralement d'avoir une idée de l'origine géographique initiale de la famille. À Langatte par ailleurs, les anciennes maisons (lorsqu’elles n’ont pas subi de restauration contemporaine) étaient quasiment toutes des fermes du XVIIIe siècle. Sans aucun doute s’agit-il de maisons restaurées par les nouveaux arrivants après la guerre de Trente Ans. Beaucoup de ces maisons ont encore sur le fronton (généralement au-dessus de la porte de grange) la gravure de la date de restauration, ces dates sont presque toutes entre 1710 et 1730. À l’intérieur de ces mêmes maisons, et notamment sur les murs mitoyens (qui n'ont pas subi de transformations) comme les murs dans la partie « agricole » du bâtiment, on peut parfois retrouver les traces de la maison précédente, comme des traces noires (présence de bistre) caractéristiques d’un ancien foyer, donc d'une ancienne cuisine à ce même endroit, parfois aussi la présence de bois intégré dans le mur, témoignant de l’existence d’une maison précédente à pan de bois. La modernisation des bâtiments, par les nouveaux occupants du XXIe siècle, efface peu à peu tous ces vestiges du passé.
De nombreux ressortissants de Langatte ont participé aux guerres napoléoniennes et au moins quatre d’entre eux ont été récipiendaires de la médaille de Sainte-Hélène
- Louis Adam, né à Langatte le 4 janvier 1790 engagé dans la Grande Armée. Il était soldat au 139e puis au 51e régiment d'infanterie de ligne entre avril 1812 et juillet 1815. Il a participé aux campagnes de France, de Belgique et était présent à Waterloo. Il lui sera décerné la médaille de Sainte-Hélène.
- Paul Klein, né en 1778 à Lohr, puis garde forestier à Langatte engagé dans la grande armée. Il était soldat au 2e Régiment de carabiniers de la garde impériale (premier empire), de l’an VI jusqu’en 1817. Il lui sera décerné la médaille de Sainte-Hélène ainsi que la médaille de chevalier de la Légion d’honneur. Il a suivi Napoléon à l’île d’Elbe.
- Nicolas Fuhrmann, né à Langatte le 2 août 1792 était lui aussi engagé dans la grande armée. Il était soldat au 7e régiment de Cuirassiers entre 1812 et 1850. De retour à la vie civile, il s’établit à Neuf-Brisach. Il lui sera décerné la médaille de Sainte-Hélène.
- Charles Hoesch né à Langatte en 1794, (rue de l’Abbé-Rohrbacher actuelle maison Fabert) engagé dans la grande armée, il avait fait la campagne d’Allemagne et été fait prisonnier à Dresde. Quelques années plus tard, il fut blessé, puis présumé mort à la bataille de Fleurus (1815) (près de Charleroi en Belgique). Revenu au pays en 1822, il s’est marié et a eu 15 enfants. Il fut décoré par Napoléon III de la médaille de Sainte-Hélène. Mais quelques années plus tard, il ne lui a pas été possible de toucher la pension de 250 francs (de l’époque) allouée sur décision de Napoléon III, dans la mesure où en 1871, il était devenu citoyen prussien à la suite du traité de Francfort comme le furent la quasi-totalité des habitants du département de la Moselle et de l’Alsace.

La Paroisse réformée de 1565 à 1631. Consécutivement aux évènements liés aux guerres de Religion en Europe, l’église paroissiale de Langatte (église Saint-Michel) et sa paroisse, étaient devenues une paroisse acquise au protestantisme (paroisse réformée) en 1565. Finalement lors du repeuplement et de la reconstruction du village par les nouveaux arrivants, après la guerre de Trente Ans, au début du XVIIIe siècle, ces derniers ont également reconstruit le bâtiment de l’église (état actuel) qui est redevenue de fait une église catholique. A priori, la fin des travaux de reconstruction de ce bâtiment serait 1789.

### Particularité linguistique
Le contexte historique local particulier fait que la commune de Langatte (comme d’autres communes de la région), était intégrée pendant des siècles au monde géopolitique germanique, puis au Saint-Empire romain germanique. Les restructurations et les réorganisations consécutives aux nombreuses guerres, et notamment la guerre de Trente Ans d'autre part, font que la commune de Langatte est implantée en territoire thiois du département de la Moselle, en bordure de la Frontière linguistique mosellane (Voir carte). C'est la raison pour laquelle, on parle encore en zone thioise du département de la Moselle une langue ancienne, le lothringer platt (en francique) ou le francique lorrain (en français). 

## Économie
Il existe dans la commune de Langatte une volonté de développer et d'améliorer les infrastructures. Ainsi, la commune bénéficie de commerces de type débit de boissons et/ou de restauration. Par ailleurs, une boulangerie pâtisserie toute neuve a rouvert dans la commune. Un bâtiment de type multi-services, abritant notamment une supérette, un garage (atelier de réparation automobile) et des professions libérales ont également été construits récemment.
Plusieurs entreprises, notamment dans le domaine des activités du bâtiment, sont également implantées sur la commune, ainsi qu'une agence bancaire équipée notamment d’un guichet automatique bancaire (DAB).
Plus récemment, un cabinet infirmier libéral y a également vu le jour, installé dans l'ancien bâtiment ayant appartenu à l'agence du Crédit mutuel, qui lui-même s’est relocalisé dans la rue de Sarrebourg.

## Politique et administration

### Liste des maires
| Période                                  | Période  | Identité      | Étiquette | Qualité                                                     |
| ---------------------------------------- | -------- | ------------- | --------- | ----------------------------------------------------------- |
| Les données manquantes sont à compléter. |          |               |           |                                                             |
| avant 1981                               | ?        | Léon Marcel   |           |                                                             |
| 1983                                     | En cours | Bernard Simon | DVD       | Conseiller en gestion des affaires Conseiller départemental |

## Population et société

### Démographie
L'évolution du nombre d'habitants est connue à travers les recensements de la population effectués dans la commune depuis 1793. Pour les communes de moins de 10 000 habitants, une enquête de recensement portant sur toute la population est réalisée tous les cinq ans, les populations de référence des années intermédiaires étant quant à elles estimées par interpolation ou extrapolation. Pour la commune, le premier recensement exhaustif entrant dans le cadre du nouveau dispositif a été réalisé en 2006.

En 2022, la commune comptait 629 habitants, en évolution de +12,72 % par rapport à 2016 (Moselle : +0,52 %, France hors Mayotte : +2,11 %).
| 1793 | 1800 | 1806 | 1821 | 1831 | 1836 | 1841 | 1846 | 1851 |
| ---- | ---- | ---- | ---- | ---- | ---- | ---- | ---- | ---- |
| 549  | 575  | 671  | 757  | 805  | 838  | 787  | 798  | 756  |

| 1856 | 1861 | 1871 | 1875 | 1880 | 1885 | 1890 | 1895 | 1900 |
| ---- | ---- | ---- | ---- | ---- | ---- | ---- | ---- | ---- |
| 713  | 722  | 734  | 670  | 678  | 690  | 641  | 620  | 609  |

| 1905 | 1910 | 1921 | 1926 | 1931 | 1936 | 1946 | 1954 | 1962 |
| ---- | ---- | ---- | ---- | ---- | ---- | ---- | ---- | ---- |
| 578  | 584  | 533  | 539  | 502  | 498  | 484  | 414  | 411  |

| 1968 | 1975 | 1982 | 1990 | 1999 | 2006 | 2011 | 2016 | 2021 |
| ---- | ---- | ---- | ---- | ---- | ---- | ---- | ---- | ---- |
| 379  | 349  | 379  | 368  | 426  | 472  | 558  | 558  | 605  |

| 2022 | - | - | - | - | - | - | - | - |
| ---- | - | - | - | - | - | - | - | - |
| 629  | - | - | - | - | - | - | - | - |

La commune de Langatte comporte de nombreuses résidences secondaires dont les occupants ne sont pas pris en compte dans cette rubrique démographique.
Plusieurs lotissements sur le territoire de la commune, dont les constructions sont soit en cours, soit en voie d’achèvement, vont vraisemblablement faire évoluer à la hausse la démographie communale des résidents permanents.

### Manifestations culturelles et festivités locales
De nombreuses fêtes, animations et autres manifestations conviviales sont organisées, pendant la saison estivale. 
Tous les ans, le premier dimanche du mois de juin, une association locale organise un vide-greniers (brocante) dans les rues du quartier de la Mairie. Cette manifestation est toujours organisée de manière festive, accompagnée de restauration de plein air, buvette et grillades à destination du public qui fait le déplacement.
De plus, chaque année, le samedi qui suit la fête du 14 juillet, un feu d'artifice (spectacle son et lumière) est tiré au bord du plan d'eau. Ce spectacle organisé de manière festive et gratuite, avec plusieurs orchestres et restauration de plein air, buvette, grillades et pistes de danses, déplace systématiquement une foule considérable (plusieurs milliers de personnes), ce qui provoque une seule et unique fois par un, des embouteillages massifs, dont les bouchons durent des heures. Cet évènement est la plus grande des fêtes organisées tous les étés sur la plage de Langatte.
Tous les ans, le 6 décembre, comme dans de nombreux pays et contrées germaniques, et ainsi qu’en Europe du Nord, il y a également la Saint-Nicolas, fête traditionnelle des pays germaniques où saint Nicolas vient gratifier les enfants « sages » de friandises (trois semaines avant Noël). L'origine de cette fête est ancienne et est en lien avec Nicolas de Myre, qui avait été l'évêque de ladite ville. Lors des grandes immigrations vers l’Amérique du Nord, les familles immigrantes ont implémenté leurs coutumes locales, y compris celle du Santa Klaus, le nom germanique de saint Nicolas. L'iconographie traditionnelle de Santa Klaus est progressivement remplacée, adaptée au mélange de cultures locales, il devient donc le Père Noël, vêtu d'un bonnet à pompon (qui remplacerait la mitre de saint Nicolas) et d'un costume à dominante rouge.

## Culture et patrimoine

### Sobriquet
Le sobriquet original des habitants de la commune est : Les « Mounis » de Langatte (« taureaux » en francique lorrain), (lothringer platt). Ce terme, connu et encore usité dans la région, remonte probablement à la révolution française. En effet, selon les récits locaux, un comité composé de jeunes révolutionnaires de Langatte aurait à l’époque pénétré dans l’église, accompagnés (au licol) d’un bœuf ou d’un taurillon.
Sinon, et dans le cadre des petites querelles ancestrales qui existaient autrefois entre villages voisins, les habitants de Langatte surnommaient ceux du village voisin : « Geissenknebler »
Pour comprendre cette expression, il faut une excellente maitrise de la langue francique, (lothringer platt) et il est impératif de pouvoir analyser cette langue ancienne...
(Langue des Francs) au sens figuré.
Il est plus vraisemblable que le terme Geissenknebler soit la contraction du mot francique Geiss (« chèvre ») et du mot francique Knebler (« blagueur » ou « quelqu'un qui fait des gags »). Cette langue très ancienne, très imagée et dont l’origine rurale ne fait aucun doute, utilisait énormément de métaphores rurales et animales (cheptel). C’est ainsi qu'un terme précédé du préfixe Geiss se rapporte à la chèvre au sens propre et à ce qui est petit au sens figuré.
Exemple parmi tant d’autres, l’outil de jardinage Hack (« houe ») devient en francique Geisshäckel en version mini[style à revoir] (« binette »).
Dans ces conditions le terme francique « Geissenknebler » pourrait signifier « petits blagueurs », ou « petits joueurs » . Traduire ce terme en sens propre, en pensant qu’il a un quelconque lien avec un éleveur de chèvres est vraisemblablement une erreur grossière. Sinon, par esprit revanchard les habitants du village voisin, traitaient également en retour ceux de "Langatte" du même sobriquet. Mais ceci ne concernait que les relations entre ces deux communes dans le cadre de leur rivalité réciproque (qui a disparu au XXIe siècle).

### Monuments et lieux touristiques

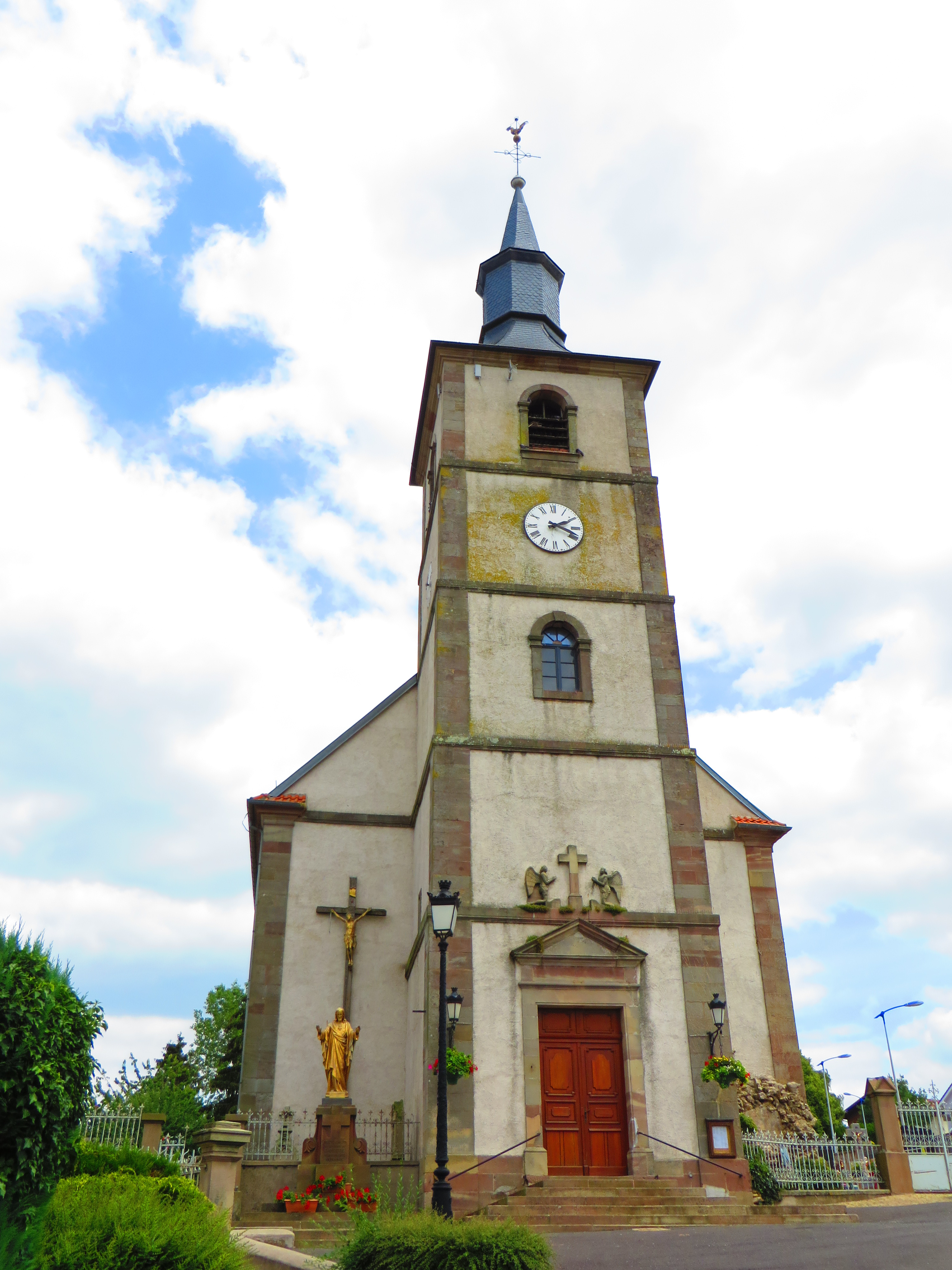
Église Saint-Michel

- Passage d'une voie romaine, qui se divisait en deux voies distinctes au nord de la commune.
- Église Saint-Michel 1778 : orgue XVIIIe siècle, toile XVIIIe siècle. L’église primitive, qui existait au même endroit bien avant la guerre de Trente Ans, avait été convertie en temple protestant, lors de la réforme en 1565. Ce bâtiment avait sans aucun doute subit de très graves dommages au même titre comme tous les bâtiments de la commune au cours de cette guerre. Le bâtiment de l’église a été par la suite modifié et agrandi (structure actuelle)... La date de 1787 est gravée dans la pierre au-dessus du transept, ce qui correspondant probablement à la fin des travaux de ladite reconstruction et la remise en service du bâtiment. Après sa remise en service, ce bâtiment reprendra sa fonction initiale, celle d'une église affectée au culte catholique. Un siècle plus tard, il est fait appel au peintre alsacien Édouard Weltz( pour décorer l’abside : une immense toile représente son interprétation de la Cène, de style Clair-obscur, ses dimensions sont d'environ 4,80 mètres de hauteur par 3,50 mètres de largeur. Il s’agit probablement de la plus grande œuvre artistique connue d'Edouard Weltz. Cette toile porte la signature « E. WELTZ 1897 ».
- Monument aux morts.
- Oratoire, mémorial de 1870.
- Mémorial de René François Rohrbacher.
- Grotte de Lourdes.
- Fontaine avec bassin à la romaine.

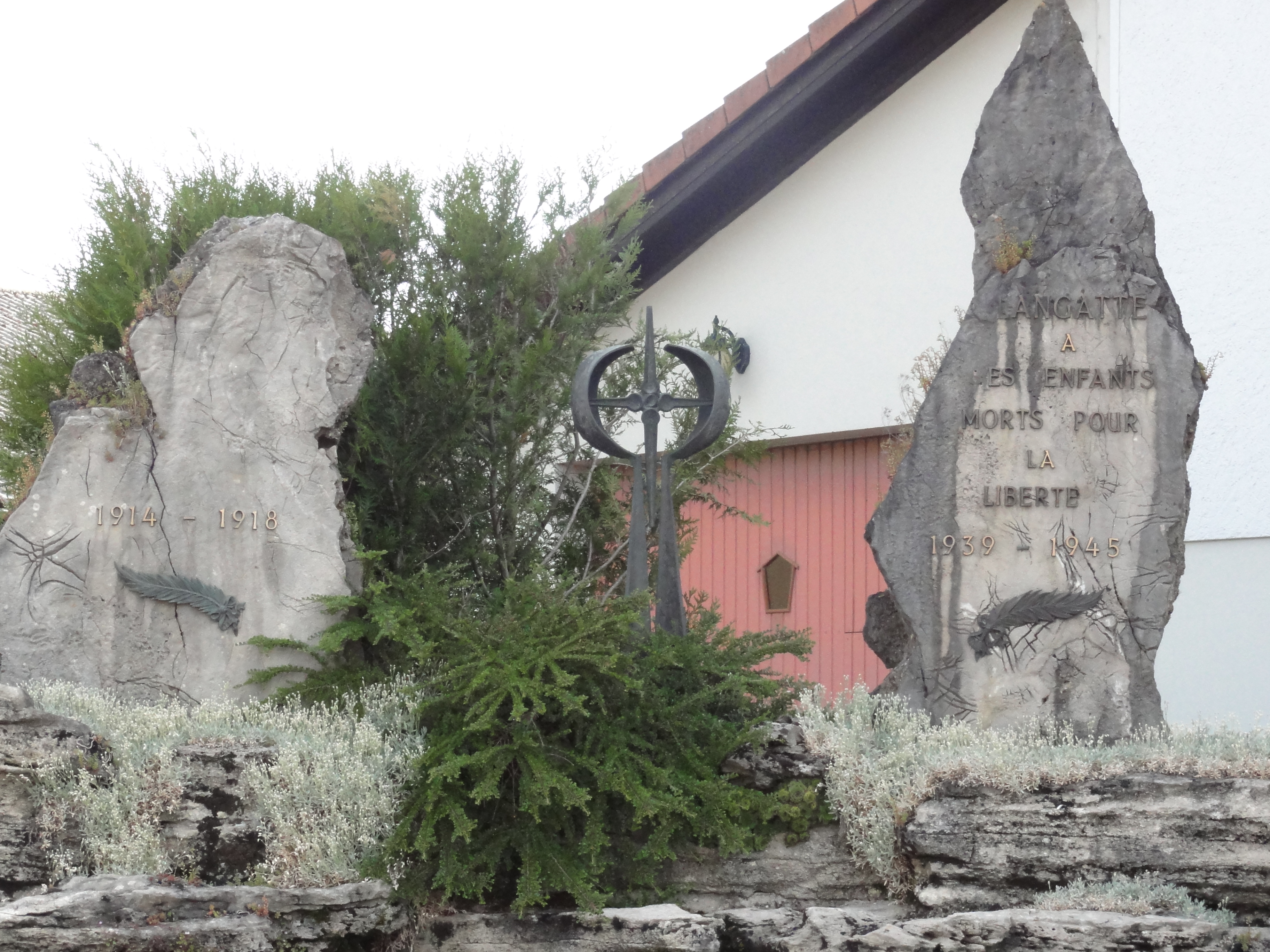
Monument aux morts.
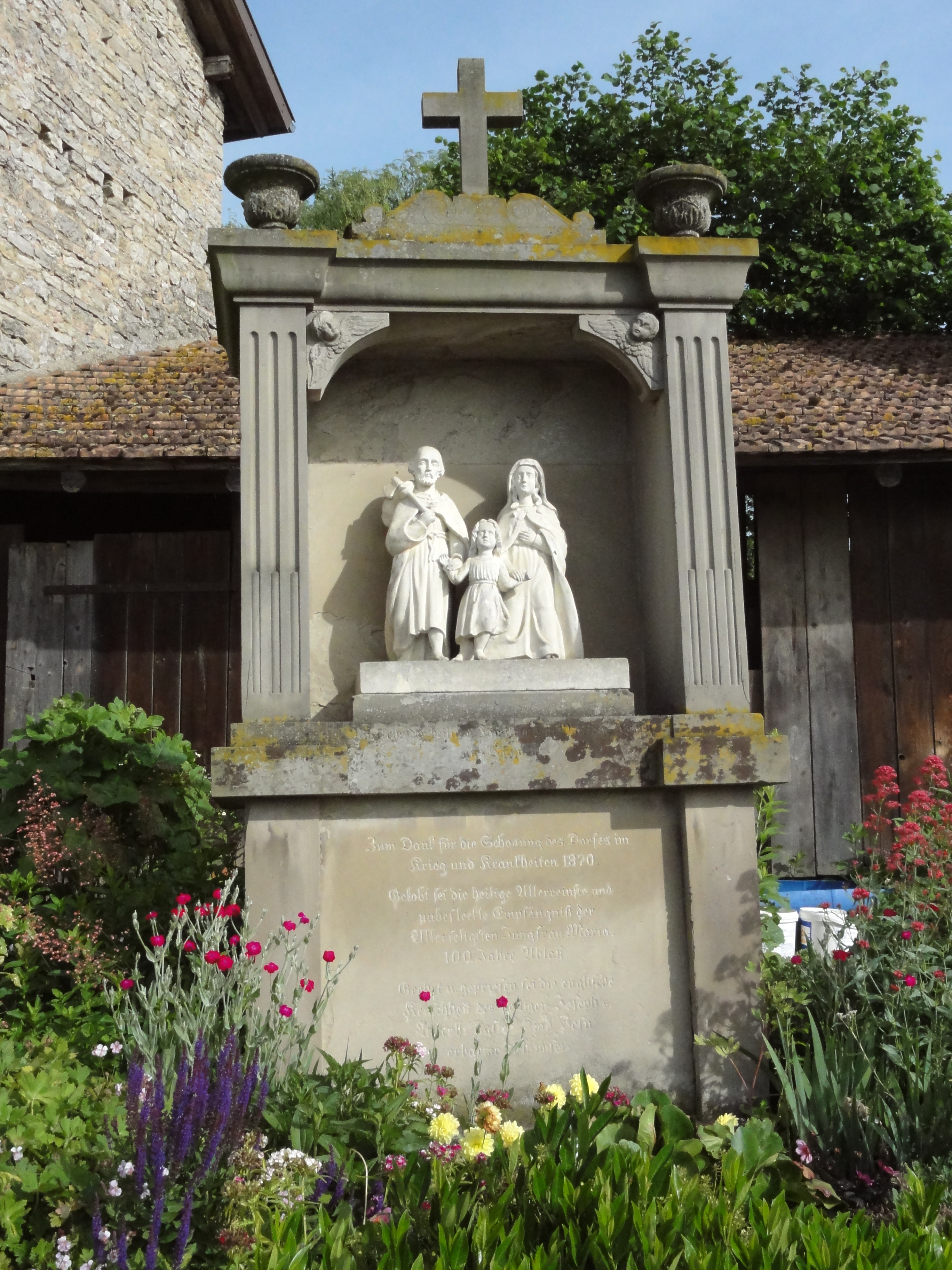
Oratoire, mémorial de 1870.
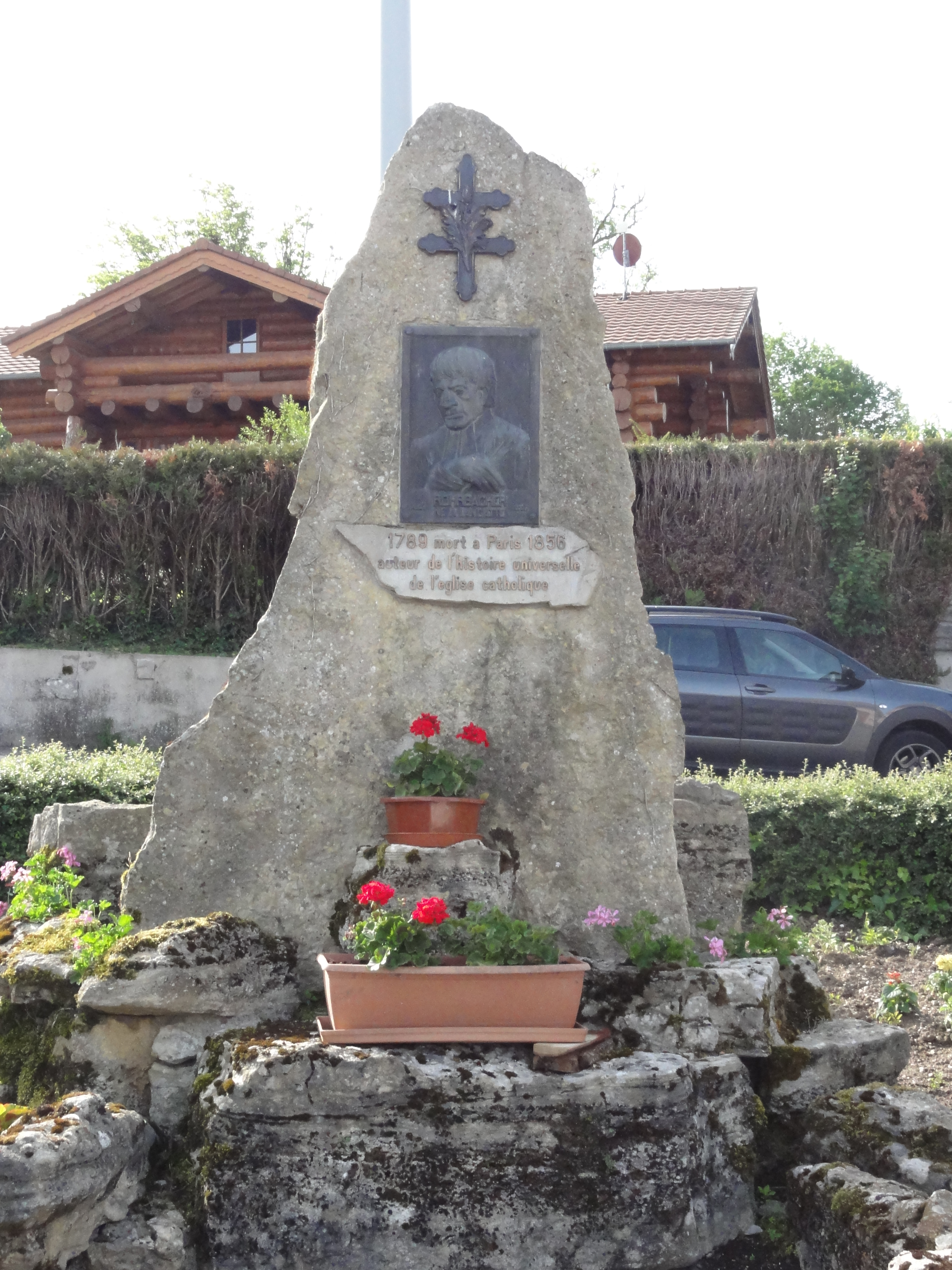
Mémorial de Rohrbacher.
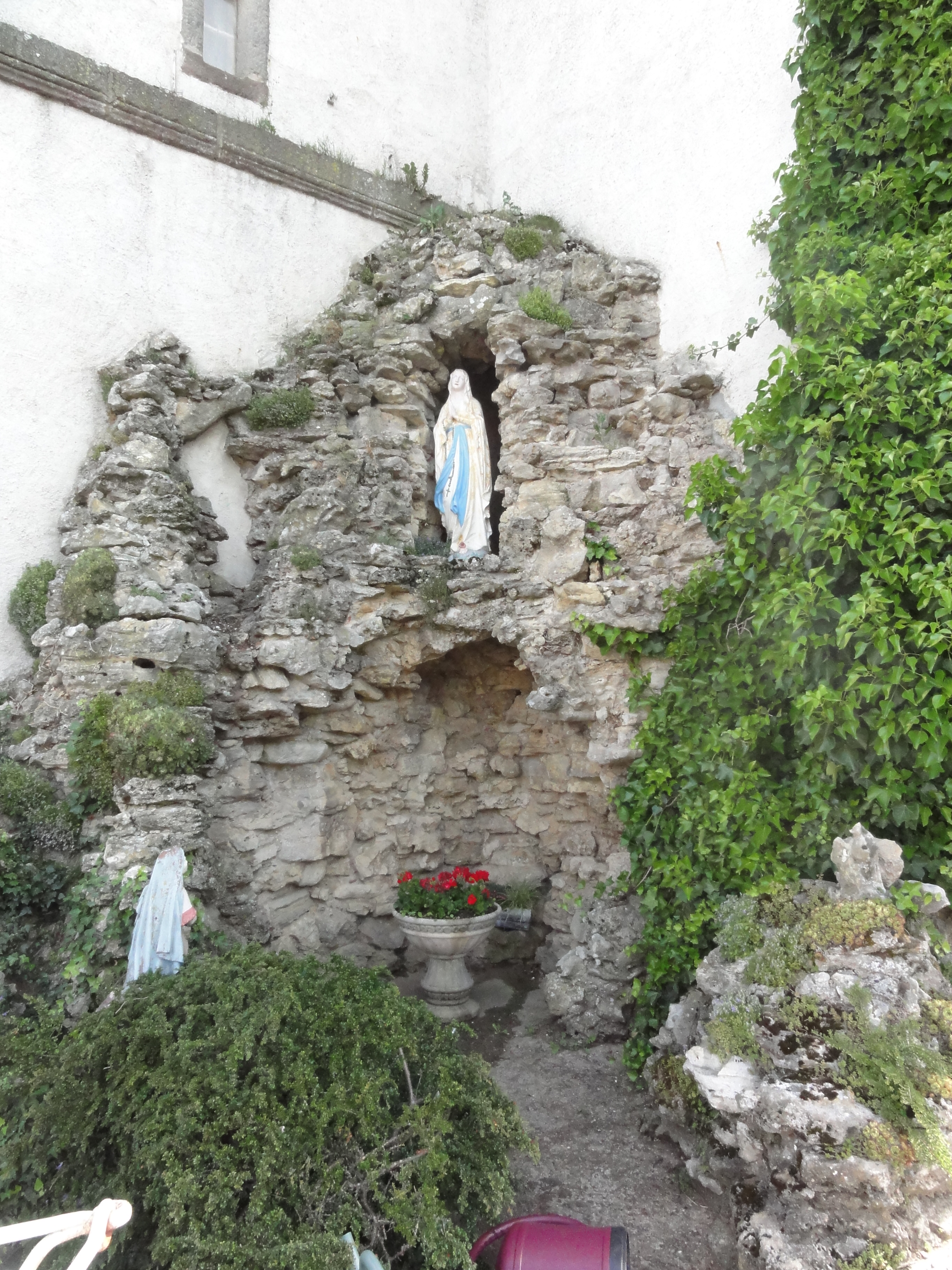
Grotte de Lourdes.
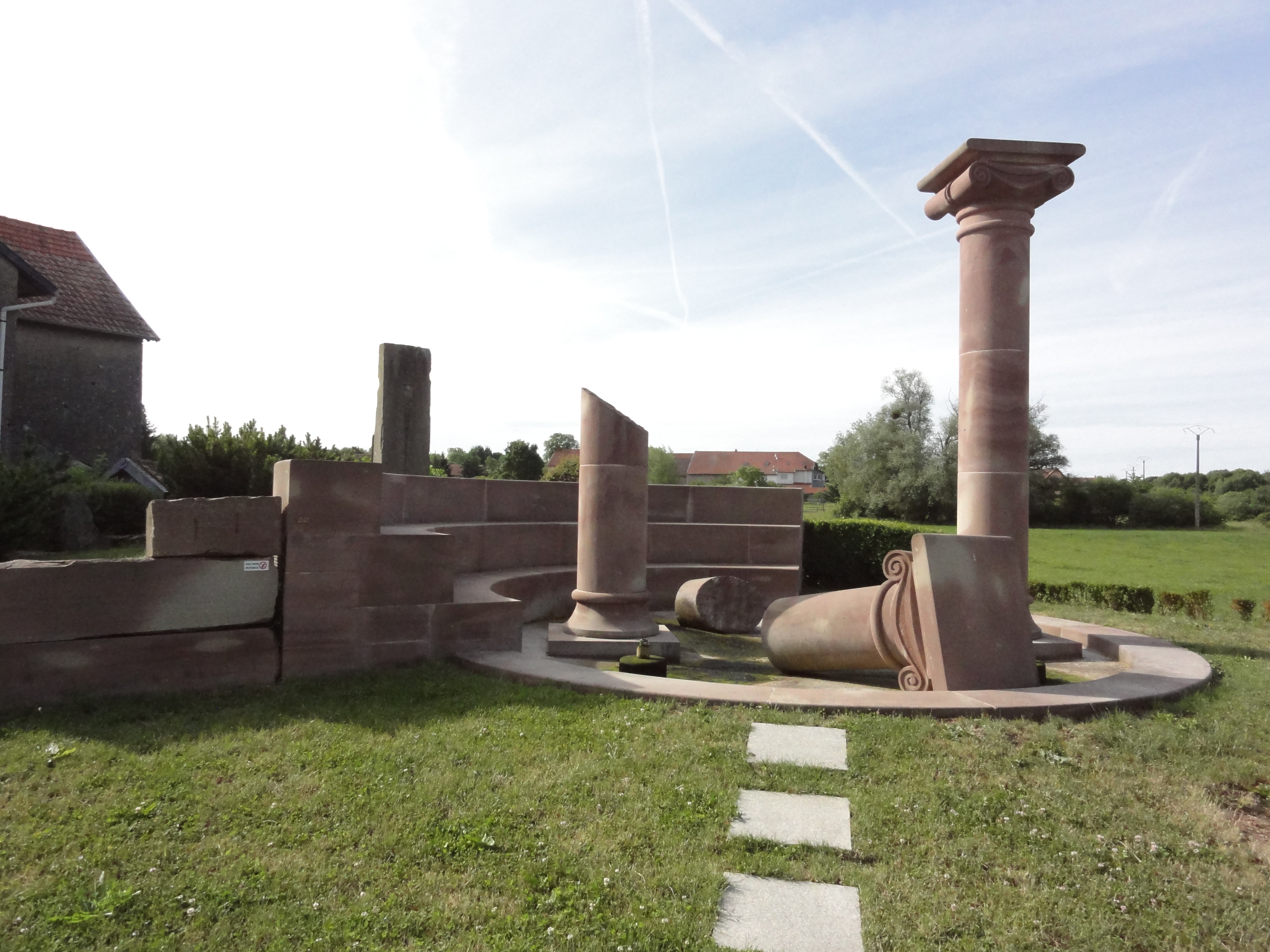
Fontaine avec bassin à la romaine.

### Tourisme
Le tourisme se développe de manière spontanée à partir de la fin des années 1950, et tout au début des années 1960, sans marketing touristique, aucun office de tourisme ou autre syndicat d’initiative. La commune n’était à l’époque qu’un petit village à vocation purement rurale. Cette activité touristique sera développée par la suite par des initiatives communales (voir ci-dessous la rubrique Base de Loisirs...)

#### Base de loisirs
Le tourisme, avec notamment un centre de bien-être, un camping, un village de gîtes sont des sources d’activités économiques non négligeables, permettant de l’emploi salarié permanent. Ces différentes activités ont été développées sur les rives du plan d'eau.
Une borne Hot spot permet aux résidents de la commune un accès internet haut débit sans fil.
En saison estivale, la fréquentation par les estivants et touristes de toutes origines, est importante. Une plage, un toboggan aquatique, et autres infrastructures équipent la base nautique locale.
Ces estivants résident au camping local, dans des gîtes et autres chalets proposés à la location, ou encore dans les résidences secondaires construites sur place.
Dans l’objectif d’accroître l’offre de tourisme aquatique et de bien-être, un centre de bien-être a été construit sur place, ce qui permet par ailleurs un fonctionnement toute l’année de la base de loisirs de Langatte.
Pour faire face à l'affluence sans cesse croissante de ce centre de bien être, ce dernier a bénéficié d'un agrandissement très sensible en 2013. Construction d'un second bassin (piscine supplémentaire) de taille supérieure, ainsi que de nouvelles cabines (Spa, hammam, saunas finlandais, et autre jacuzzi). L'eau des différents bassins du centre de bien être est à environ 30 °C toute l'année.
Par ailleurs l'infrastructure a également été équipée de salle de sports, solarium, salon de coiffure, salon d'esthétique et de massage, un bowling de six pistes, ainsi que d'un bar restaurant).
Le nombre de résidences secondaires par rapport aux logements en général est de 66,64 % à Langatte en 2012.

### Personnalités liées à la commune
- René François Rohrbacher (1789-1856), historien, ecclésiastique, écrivain, et philosophe. Son lieu de naissance, est probablement la maison de ses parents, qui était située dans l’actuelle rue de l’Abbé-Rohrbacher, vraisemblablement en lieu et place de l’actuelle caserne des pompiers de Langatte, ou à proximité immédiate...

Travailleur émérite, René François Rohrbacher se distingua en rédigeant environ 45 ouvrages littéraires, dont une encyclopédie de 28 volumes et une autre encyclopédie de 6 volumes. Véritable historien, il rédigea également un ouvrage de cartographie, entre autres œuvres.
Un vitrail de la façade Sud, de l’église paroissiale Saint-Barthélemy de Sarrebourg, illustre certains évènements de l’histoire de l’église, et évoque René François Rohrbacher. À Langatte, il est à l'initiative de la création de l'école maternelle, en effet à l’époque (sous Napoléon Ier) aucun village rural ne disposait encore de classe maternelle. Sur la place de l’église de Langatte, une stèle rappelle la mémoire de cet illustre concitoyen.
- Walter Mondale avocat, homme politique américain, démocrate, Vice-président des États-Unis puis ambassadeur des États-Unis au Japon. Walter Frederick Mondale, était vice-président des États-Unis d’Amérique, et occupait le poste n° 2 à la Maison-Blanche, consécutivement à l’élection de Jimmy Carter à la présidence des États-Unis d’Amérique, de 1977 à 1981.

Walter Mondale est le petit-fils d'Antoine Lobsinger, né à Langatte le 24 novembre 1818, et décédé le 13 novembre 1888 à East Saint Louis (Illinois) États-Unis situé dans le comté de Saint Clair (Illinois), dans l'État de l’Illinois États-Unis. Les Lobsinger avaient immigré en Amérique du Nord, à l’époque des grandes migrations vers ce pays. La maison familiale originale des Lobsinger était située dans l'actuelle rue du Lac à Langatte. Elle a malheureusement été détruite en 2008, pour laisser place à une nouvelle construction. Néanmoins, des descendants américains de la famille Lobsinger viennent régulièrement à Langatte depuis les années 2000, faire des recherches historiques, et ont pu prendre des photos, de la maison de leurs ancêtres juste avant sa destruction.
- Thomas Joseph Lobsinger (voir également diocèse de Whitehorse), né le 17 novembre 1927, à Ayton Ontario Canada, ecclésiastique, puis évêque de Whitehorse (1987 - 2000), dans le Yukon, Canada est un des nombreux descendant de la famille Lobsinger.
- Georges Mouton, comte de Lobau et maréchal de France, avait été propriétaire de la fortification « la tour du Stock » située à Langatte sur la rive Est de l'étang du stock dont il avait fait sa résidence secondaire.

### Héraldique
| Blason | Blasonnement : D'azur à la fasce ondée d'argent, à la bordure d'or chargée de huit coquilles de sable. Commentaires : Le blason ou les armoiries de Langatte symbolisent un fond bleu (azur) ce qui représente la présence de l’eau, traversée par une onde, ce qui symbolise la présence du ruisseau, entourée d’une bordure dorée avec la présence de huit coquillages (encore et toujours la symbolique du milieu aquatique). |